# The Sentinals
The Sentinals waren eine 1961 gegründete US-amerikanische Surf-Rock-Band aus San Luis Obispo, Kalifornien. Die Besetzung bestand aus den Gitarristen Tommy Nunes und Peter Graham, dem Bassisten Gary Winburne, dem Saxophonisten Bobby Holmquist und John Barbata am Schlagzeug der später bei den Turtles, Jefferson Airplane und Crosby, Stills, Nash & Young spielte. Obwohl die Band nicht zur ersten Reihe der Surf-Rock-Bands zu Beginn der 1960er-Jahre gehörte, hatten sie mit Latin’ia einen lokalen Hit.

## Biografie
The Sentinals wurden 1961 in der kalifornischen Stadt San Luis Obispo gegründet, derselben Stadt, aus der mit The Impacts noch eine weitere Surf-Rock-Band kam, die beim Plattenlabel Del-Fi Records einen Plattenvertrag hatte. Im Vergleich zu anderen Surf-Bands der Region hatte der Sentinals-Sound einen starken Rhythm-&-Blues-Einfluss. Die Sentinals coverten auch einige Gesangsstücke wie Ooh Poo Pah Doo und Shout. Die stark durch lateinamerikanische Gitarrenmelodien geprägte Single Latin’ia aus dem Jahr 1962 blieb bis zur Auflösung der Band 1966 ihr größter Erfolg. Im August 1984 spielte die Gruppe ein einmaliges Reunion-Konzert im Rahmen ihres zwanzigjährigen Klassentreffen im San Luis Obispo Officer's Club.

## Diskografie

### Singles
- 1961: Roughshod / Copy Cat Walk
- 1962: Latin’ia/ Tor-Chula
- 1963: Latin Soul / Christmas Eve
- 1963: Infinity / Enchinada
- 1963: Big Surf / Sunset Beach
- 1964: The Bee / Over You
- 1964: Blue Booze/ Bonie Maronie
- 1964: Hit The Road / I’ve Been Blue, in einigen Ländern mit Tell Me auf der B–Seite

### Alben
- 1963: Big Surf
- 1963: Surfer Girl
- 1964: Vegas A Go-Go

### Beiträge zu Kompilationen
- 1982: The History of Surf Music
- 1991: Big Surf
- 1995: Compilation: Big Surf/Surfer Girl
- 1996: Cowabunga! Surf-Box
- 1996: Surf Crazy
- 1996: Wild Surf
- 1997: Kahuna Classics
- 1998: Wipe Out
- 1999: Surf Monsters
- 1999: Sunset Beach: The Best of the Sentinals
- 2005: Rare Instrumentals – Vol 06